# Blattuloidea
Blattuloidea — вимерла надродина тарганів. Група існувала протягом палеозою та мезозою. Виникла у кінці кам'яновугільного періоду (311 млн років тому), найбільшого розквіту набула у пермському періоді, та існувала до кінця крейдового періоду (70 млн років тому). Скам'янілі рештки представників надродини знаходять по всьому світі, найдавніші знахідки відомі у США та Великій Британії. Всього відомо близько 600 знахідок. Описано 191 вид, що відносять до 2 родин:
- Blattulidae
- Phyloblattidae